# Parasa ebenaui
Parasa ebenaui is een vlinder uit de familie slakrupsvlinders (Limacodidae). De wetenschappelijke naam van deze soort is voor het eerst geldig gepubliceerd in 1878 door Saalmüller.
De soort komt voor in tropisch Afrika.